# Peucedanum tenue
Peucedanum tenue är en flockblommig växtart som beskrevs av C.C.Towns. Peucedanum tenue ingår i släktet siljor, och familjen flockblommiga växter. Inga underarter finns listade i Catalogue of Life.